# Bulbophyllum mamberamense
Bulbophyllum mamberamense là một loài phong lan thuộc chi Bulbophyllum.